# Organism
Organismer är fysikaliskt strukturerade materiella objekt som till största del består av organiskt kemiska substanser. Dessa objekt har en rad kännetecken som utgör nödvändiga kriterier för liv. Andra ord för organismer är livsformer och kreatur.
Organismer har stort inflytande på jordens utseende och sammansättningen av planetens atmosfär. Det uppskattas att massan för alla organismer på jorden tillsammans ligger vid 1 850 miljarder ton. 99 procent av denna massa har uppskattas bestå av växter. I nyare uppskattning förmodas dock 30 procent av jordens biomassa utgöras av underjordiska mikroorganismer.
Alla organismer som idag finns på jorden härstammar från andra organismer (evolution). Hur dessa uppkom från den icke-levande materien har varit, och är fortfarande, föremål för intensiv forskning. Biologin är den vetenskapliga gren som befattar sig med organismer och deras utveckling samt liknade objekt (till exempel virus).

## Kriterier för organismer
Enskilda kännetecken för organismer finns även hos andra fysikaliska kemiska system. Därför finns definitionen att celler av i nutid förekommande organismer som är fullt utbildade måste uppvisa alla av dessa kriterier. Utvecklingsstadier av organismer, som sporer, kan sakna enskilda kännetecken.

### De viktigaste kriterierna
- Metabolism i minst en levnadsfas.
- Förmåga att reproducera sig.
- Variabilitet vid reproduktionen som krav för evolutionen.

### Andra kriterier
| Kännetecken                                                              | Exempel för organismer                                                                | Exempel för icke levande objekt                                                        |
| ------------------------------------------------------------------------ | ------------------------------------------------------------------------------------- | -------------------------------------------------------------------------------------- |
| Intagning                                                                | Organismer upptar näring (koldioxid, andra organismer). Växter upptar ljusets energi. | Stenar upptar värme. Bilar tankas med bensin.                                          |
| Avgivande                                                                | Djur utsöndrar koldioxid och vatten.                                                  | Bilar avger huvudsakligen koldioxid och vatten.                                        |
| Metabolism (omvandling av kemiska föreningar och deras sammansättningar) | Finns hos alla organismer.                                                            | Levande ljus.                                                                          |
| Mottagning av information                                                | Genom känselorganen (öga, öra).                                                       | Exponeringsmätare i kameran.                                                           |
| Avsändning av information                                                | Varningsfärger hos insekter, språk.                                                   | Trafikljus.                                                                            |
| Volymens utökning                                                        | Jästceller har större volym efter celldelningen.                                      | Kristaller expanderar.                                                                 |
| Fortplantning                                                            | Dotterceller liknar modercellen. En kopia av DNA skapas.                              | I tekniska system teoretiskt möjlig. Datorprogram som kopierar sig själv (Datorvirus). |

## Systematik
Alla organismer klassificeras antingen inom taxon eller kladistik.
Taxa systematiseras i hierarkisk ordning från domän ner till art på följande sätt:

1. Domän
2. Rike
3. Fylum
4. Klass
5. Ordning
6. Familj
7. Släkte
8. Art

### Domäner
Organismer indelas enligt  Linnés systematik i tre domäner:
1. Arkéer
2. Eukaryoter
3. Eubakterier

### Sedentär
Sedentär är en organism som lever fastsittande på en yta. Många marina organismer lever sedentärt. De skaffar ofta föda genom att filtrera ut små partiklar (plankton) ur vattnet.

## Organismernas uppbyggnad
Alla organismer (växter, svampar, djur, med flera) består av celler eller syncytium (celler med flera cellkärnor, finns exempelvis hos flera svampar). Alla celler av en enskild organism föreställer ett komplexartat system. Alla celler och hela organismen avgränsas med ett membran.
I varje cell finns all information för organismens arvsmassa (DNA).

## Tidsschema
Organismer följer ett tidsschema: de föds, de växer, de förändrar sig, de fortplantar sig, de åldras och de dör.

## Organismernas kemi
Organismer består huvudsakligen av vatten och organiska kolförbindelser. Dessutom finns ofta skal- eller stödsystem av mineraler.
Kol, väte och syre är dessa grundämnen som huvudsakligen förekommer i biomolekylerna. Dessutom förekommer kväve, fosfor, svavel, järn, magnesium, kalium, natrium och kalcium i mindre omfattning. Andra grundämnen förekommer bara i spår men är trots allt viktiga för organismerna.

## Etymologi
Begreppet "organism" (från grekiska ὀργανισμός, organismos och ὄργανον, organon) i betydelsen "instrument, verktyg eller organ för förnuft eller uppfattning" förekom först i det svenska språket i skrift 1817. I engelska språket förekom det redan 1703, men i nuvarande betydelse 1834.
Ordet har tre dokumenterade betydelser enligt Svenska Akademiens Ordbok. Den dominerande betydelsen är som sammanfattningen av organen i djur- och växtkroppen med tanke på livsfunktionerna.
I engelska språket har debattens vågor gått hög beträffande den bästa definitionen av organism.